# Natalija Tschmutina

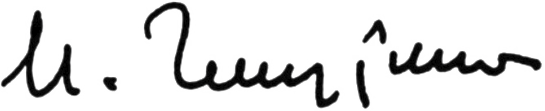
Signatur von Natalija Tschmutina

Natalija Boryssiwna Tschmutina (ukrainisch Наталія Борисівна Чмутіна, russisch Наталья Борисовна Чмутина Natalja Borissowna Tschmutina; * 5. Dezemberjul. / 18. Dezember 1912greg. in Kiew, Gouvernement Kiew, Russisches Kaiserreich; † 8. November 2005 in Kiew, Ukraine) war eine ukrainische und sowjetische Architektin.

## Leben
Natalija Tschmutina kam 1912 als Tochter des Ingenieurs Boris Petrowitsch und der Krankenschwester Anastasia Alexandrowna in Kiew zur Welt.
Die Zeit von 1918 bis 1926 verbrachte sie bei ihrer Großmutter in Aramil in der heutigen Oblast Swerdlowsk, wo sie das Gymnasium besuchte. 1927 absolvierte sie die Arbeitsschule Nr. 50 und studierte im Anschluss Fremdsprachen, spezialisiert auf das Dolmetschen der französischen und deutschen Sprache. Parallel besuchte sie erfolgreich eine Zeichenschule.
Von 1930 bis 1936 studierte sie an der Architekturabteilung des Kiewer Instituts für Bauingenieurwesen. 1936 beteiligte sie sich innerhalb eines Teams des Architekten Wolodymyr Sabolotnyj (Володимира Гнатовича Заболотного) an einem Wettbewerb um die Gestaltung des Regierungszentrums in der Stadt Kiew, wo sie den zweiten Preis erhielten und an einem Wettbewerb für die Gestaltung des Sitzungssaals der Werchowna Rada in Kiew, wo sie den ersten Preis erreichten.
Sie war ab 1936 Mitglied der Nationalen Union der Architekten der Ukraine und ihre Hochzeit mit dem Architekten Wiktor Iwanowytsch Lasarenko (1910–1973) fand 1940 statt. Anfang des Zweiten Weltkrieges war sie vom 28. Juni bis 30. Juli 1941 Architektin in der Abteilung für Architektur der Stadt Kiew, wechselte dann aber in die unbesetzten Gebiete der Sowjetunion, wo sie weiterhin als Architektin
unter anderem von 5. Januar bis 1. April 1944 am Institut für Volkskunst der Akademie der Wissenschaften der USSR in Moskau und, nach der Befreiung Kiews, vom 15. April bis 1. Oktober 1944 an der ukrainischen Niederlassung der Akademie der Architektur der UdSSR in Kiew tätig war. Anschließend studierte sie der Akademie für Architektur, die sie im Juli 1947 absolvierte. Seit 1944 war sie auch am Wiederaufbau des Obersten Sowjets der USSR beteiligt. 1952 wurde sie Ph.D. der Architektur.
Von 1946 an lehrte sie, von Februar 1971 bis 1999 als Professorin, am Kiewer Kunstinstitut. Außerdem arbeitete sie bei verschiedenen Architektur- und Designorganisationen in Kiew.
Natalija Tschmutina starb 92-jährig in ihrem Wohnhaus auf der Wolodymyrska-Straße Nummer 22, an dem 2012 eine Gedenktafel angebracht wurde.
Sie war als Architektin unter anderem beteiligt am Gebäude der Werchowna Rada auf der Mychajlo-Hruschewskyj-Straße in Kiew (von 1936 bis 1939), 1961 am Hotel „Tarasowa Gora“ in Kaniw,
1964 am „Hotel Dnepr“ am Europäischen Platz und 1970 am „Hotel Lybid“ am Siegesplatz in Kiew.

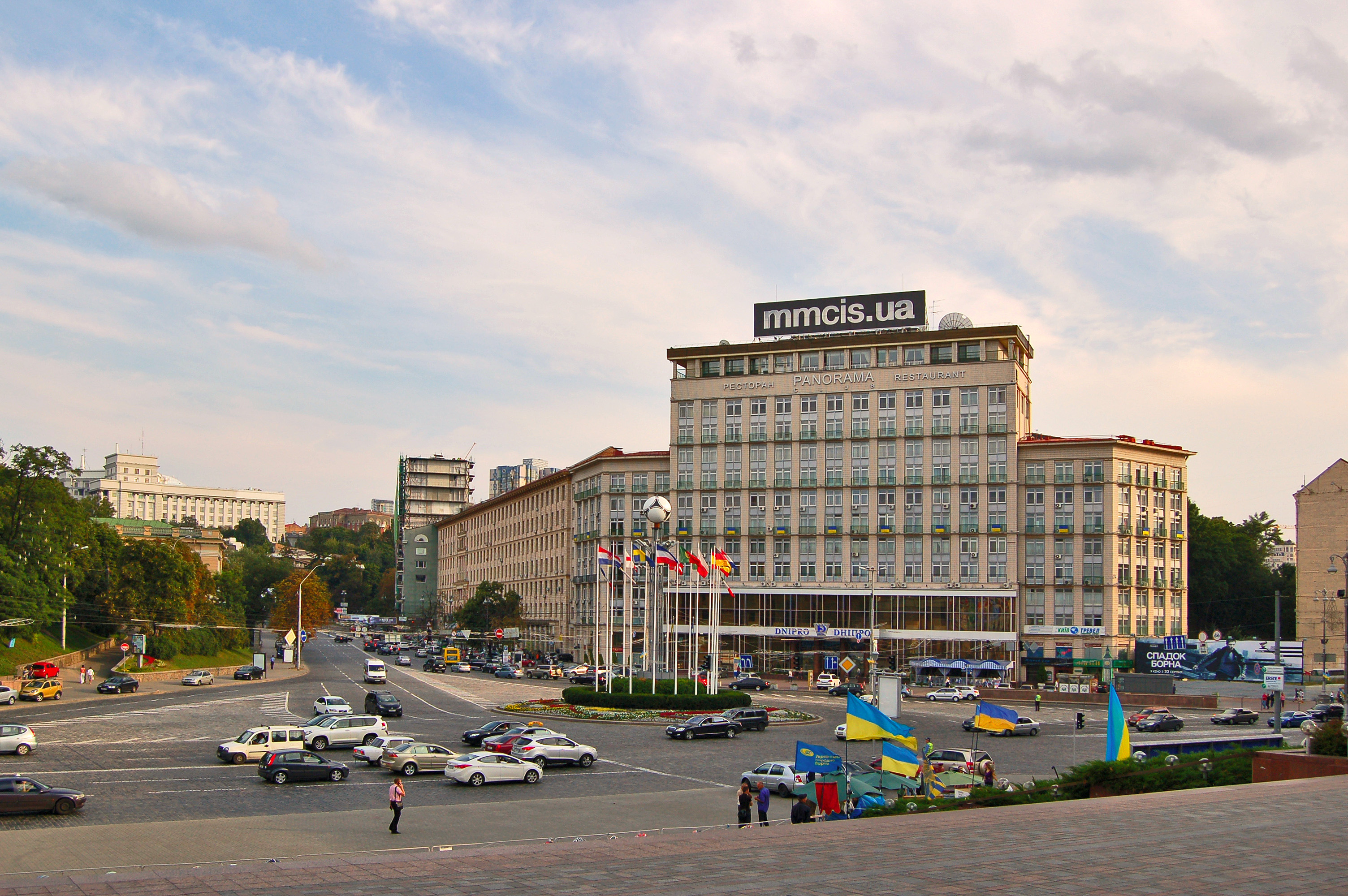
„Hotel Dnepr“ in Kiew
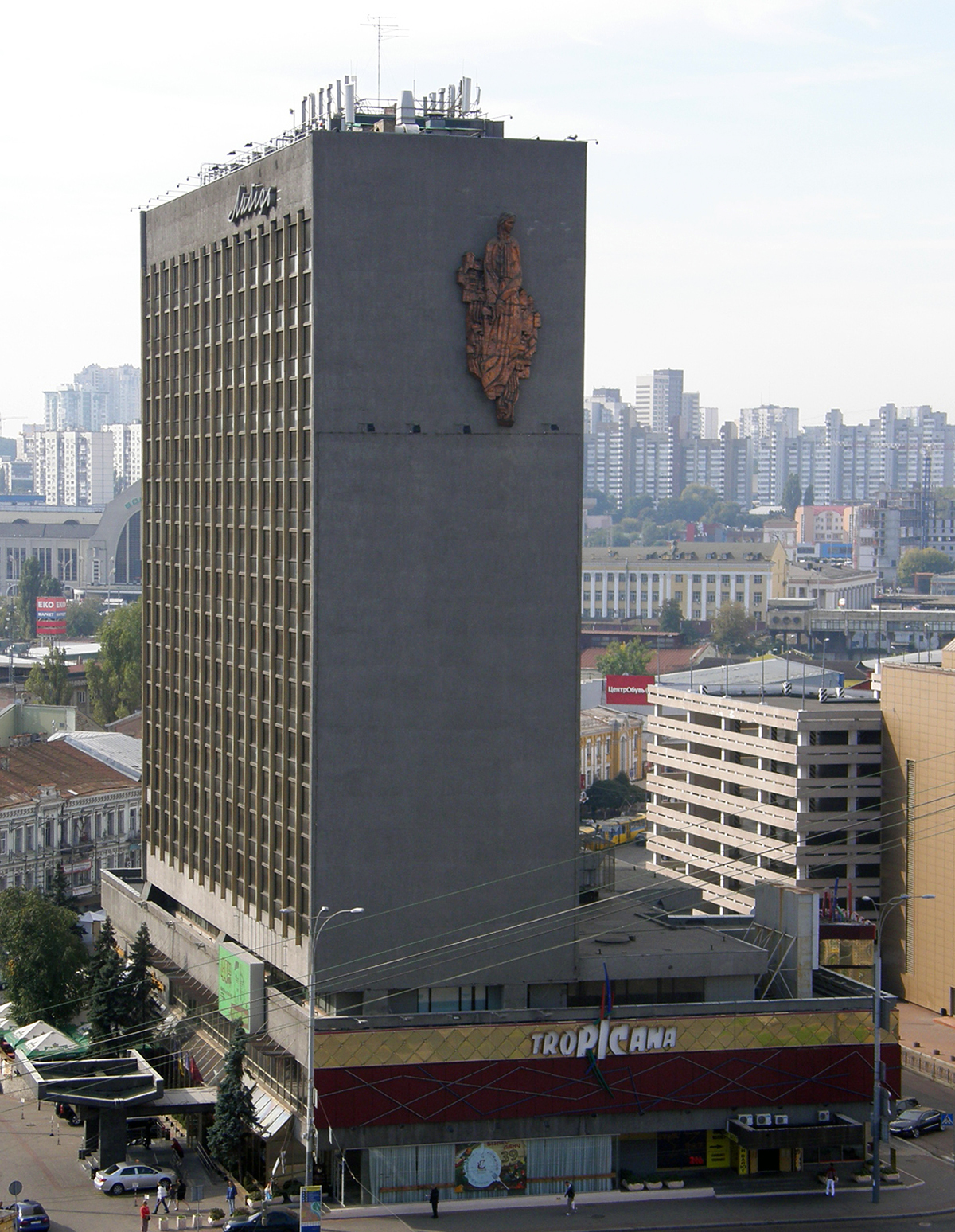
„Hotel Lybid“

## Ehrungen
- 1976 Geehrter Architekt der Ukrainischen SSR[1]
- 1987 Volksarchitekt der Ukrainischen SSR[1]
- 1992 Ehrenmitglied der Ukrainischen Akademie der Architektur[1]
- Am 29. November 2012 wurde eine Gedenktafel an ihrem Wohnhaus in Kiew angebracht[4]